# P.M.A. Huurman
Pieter Marinus Arnoldus Huurman (Delft, 25 september 1863 - Den Haag, 15 november 1944), in vakliteratuur meestal vermeld als P.M.A. Huurman, was een Nederlandse architect.
P.M.A. Huurman was vooral in Noord-Nederland actief. Zijn vroege werk was eclectisch van karakter, maar hij heeft in zijn latere leven ook gebouwen in de stijl van de art nouveau ontworpen. Veel van zijn werk is aangewezen als rijksmonument, waaronder een twintigtal panden in de stad Groningen.

## Werken (selectie)
- 1888: Villa aan het Hereplein, Groningen[1]
- 1892: Winkelwoonhuis in de Oude Ebbingestraat, Groningen[2]
- 1892: Hotel Willems, Herestraat, Groningen[3]
- 1893: Voormalig Café Suisse, Groningen[4]
- 1893: Villa aan de Heresingel, Groningen[5]
- 1897: Herenhuis in de Oude Boteringestraat[6]
- 1897: Hoedenmagazijn aan de Vismarkt, Groningen[7]
- 1903: Winkelwoonhuis in de Grote Kromme Elleboog, Groningen[8]
- 1904: Villa Boven Dilgt aan de Rijksstraatweg, Groningen[9]
- 1905: Villa Cyrano aan de Verlengde Hereweg, Groningen[10]
- 1905: Villa Helena aan de Verlengde Hereweg, Groningen[9]
- 1905: Villa in het Zuiderpark, Groningen[11]
- 1905: Villa Klein Toornvliet, Groningen[12]
- 1905: Villa met kantoor aan het Emmaplein, Groningen[13]
- 1907: Villa Mon Repos aan de Verlengde Hereweg, Groningen[9]
- 1907: Villa Catharina aan de Verlengde Hereweg, Groningen[9]
- 1908: Villa Hondsrug, Groningen[14]
- 1908: Villaboerderij Westerhouw, Ulrum[15]
- 1909: Voormalig Gemeentehuis Leens, nu toebehorend aan Wehe-den Hoorn, gemeente Het Hogeland, Groningen (Beschermd Dorpsgezicht, geen rijksmonument)
- 1909: Eigen woon-werkhuis aan het H.W. Mesdagplein, Groningen[16]
- 1909: Woonhuis aan het H.W. Mesdagplein, Groningen[17]
- 1909: Winkelgalerij met bovenwoningen in de Brugstraat, Groningen[18]
- 1909: Bioscoop Cinema Palace aan de Grote Markt, Groningen
- 1910 (ca.): Woonhuis, Leens[19]
- 1911: Villa Trinari, Bilthoven[20]
- 1912: Expeditiekantoor met bovenwoning aan de Vismarkt, Groningen[21]
- 1912: Winkel met magazijnen en kantoren aan de Gedempte Singel, Assen (i.s.m. J. van Houten jr.)[22]
- 1913: Garage met chauffeurswoning aan het Martinikerkhof, Groningen (in opdracht van J.E. Scholten)[23]
- 1917: Winkelpand voor C&A, Leeuwarden[24]
- 1919: Landhuis Insulinde, Groningen[25]